# Manuel Rocamora i Vidal
Pour les articles homonymes, voir Rocamora et Vidal.
Manuel Rocamora i Vidal né à Barcelone le 2 avril 1892 et mort le 6 février 1976 dans cette même ville, est un peintre espagnol, connu pour les collections d'art qu'il a rassemblées durant sa vie et qu'il a léguées aux institutions culturelles catalanes.
La Fondation Rocamora, située à Barcelone, conserve aujourd'hui sa mémoire.

## Biographie
Manuel Rocamora étudie durant sa jeunesse à l'École des Beaux-arts de Barcelone, la Llotja. 
Membre de la bourgeoisie catalane, il est très actif dans la vie culturelle barcelonaise, étant peintre, écrivain, mécène et surtout un important collectionneur. 
Il voyage tout au long de sa vie en Europe et en Amérique, à la recherche de pièces pour ses collections. Ses champs d'intérêts sont variées, mais il prend un soin particulier, à la fin de sa vie, à collectionner les costumes et les vêtements, en rassemblant plus de 4.000 pièces représentant un panorama remarquable de la mode de l'époque. 

## Postérité
- Il a fait don de sa collection à plusieurs musées. On retrouve ses pièces, notamment, au Musée de la Musique de Barcelone et au Musée Maritime.Jardin de la Casa Rocamora, siège de sa fondation, sur les hauteurs de Barcelone.

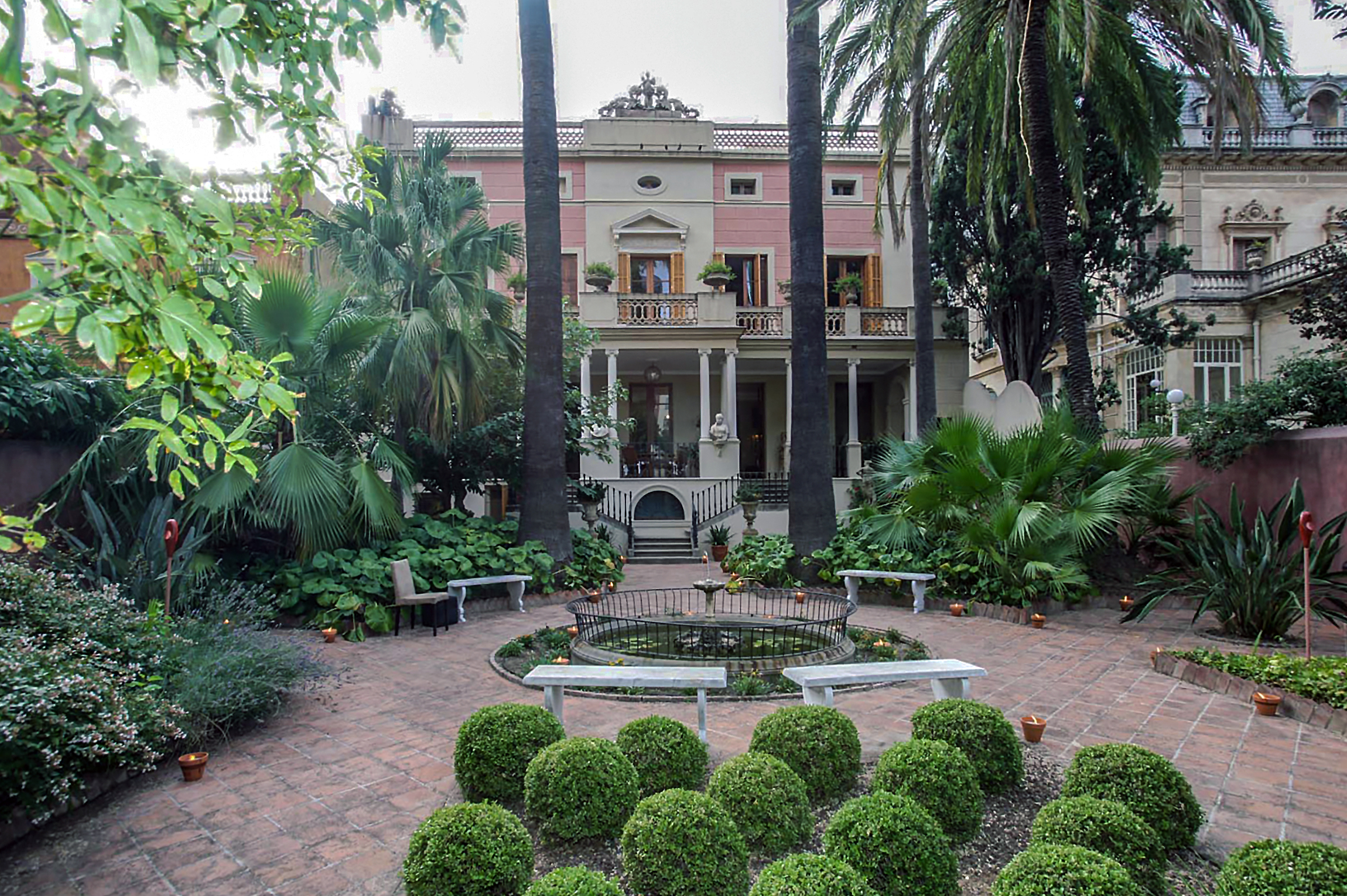
Jardin de la Casa Rocamora, siège de sa fondation, sur les hauteurs de Barcelone.

- En 1969, la collection de vêtements est léguée à la Mairie de Barcelone[2] et forment le Musée du Textile situé au Palau del Marquès de Llio, la rue Montcada, près du Musée Picasso. Ce musée est plus tard transféré au Palais de Pedralbes, avant d'intégrer de nos jours le Musée du Design de Barcelone[3], qui présente, grâce à Manuel Rocamara, les créations des modistes catalanes de l'époque, comme Ana Renaud, dite Madame Renaud, et Caroline Montagne Roux, proche de Jeanne Lanvin[4].

- En 1976, selon le souhait de Manuel Rocamara, la Fondation Rocamora, institution culturelle privée, est créée. Chargée de conserver et de diffuser son héritage[5], elle située au 12, carrer Ballester à Barcelone[6], où le collectionneur a résidé de 1935 jusqu'à sa mort en 1976 à l'âge de 83 ans, dans le quartier d'El Putxet, localisé dans le district de Sarrià-Sant Gervasi[7].